# Suzanne Rogers
Suzanne Rogers, född Suzanne Crumpler den 9 juli 1943 i Midland, Maryland (men uppväxt i Colonial Heights, Virginia), är en amerikansk skådespelerska och Emmy Award-vinnare. 
Hon började som Rockette-dansare innan hon valde skådespelaryrket. Hon är mest känd som Maggie Horton i Våra bästa år, som började 1973.